# SaRaha
Sara Larsson (sinh ngày 26 tháng 6 năm 1983), được biết đến với nghệ danh SaRaha, là một ca sĩ và nhạc sĩ người Thụy Điển - Tanzania. Cô lần đầu tiên thu hút sự chú ý của công chúng tại Thụy Điển là tại Melodifansionen 2016.

## Cuộc đời và sự nghiệp
Larsson sinh ngày 26 tháng 6 năm 1983 tại Vänersborg, Thụy Điển và sớm chuyển đến Tanzania cùng gia đình vào năm 1985. Năm 18 tuổi, cô chuyển đến Zimbabwe, nơi cô bắt đầu sự nghiệp âm nhạc, biểu diễn cùng các ban nhạc người Zimbabwe ở Harare. Sau đó, cô trở lại Tanzania vào năm 2009. Năm 2011, cô phát hành bài hát "Tanesco", bài hát trở thành hit đột phá của cô ở Tanzania. Sau đó, cô phát hành bài hát "My Dear", và phát hành album đầu tay Mblele Kiza vào năm 2014. Bài hát "Mbele Kiza" sau đó cũng gây được sự chú ý ở Thụy Điển. Cô đã tham gia Melodifansionen 2016 với bài hát "Kizunguzungu", và đủ điều kiện để vào vòng Andra chansen (một vòng thi trong Lễ hội Âm nhạc Thuỵ Điển Melodifestivalen, từ năm 2022 được thay thế bằng "Vòng bán kết 5" ) từ trận bán kết thứ ba. Trong trận chung kết, cô xếp thứ 9 theo đánh giá từ Ban giám khảo, thứ 7 theo bình chọn từ khán giả Thụy Điển, và thứ 9 chung cuộc.

## Danh sách đĩa hát

### Album phòng thu
| Chức vụ    | Chi tiết                                                                                 | Vị trí biểu đồ đỉnh |
| Chức vụ    | Chi tiết                                                                                 | SWE                 |
| ---------- | ---------------------------------------------------------------------------------------- | ------------------- |
| Mbele Kiza | - Phát hành: ngày 10 tháng 4 năm 2014 - Nhãn: Spinnup - Định dạng: Tải xuống kỹ thuật số | —                   |

### Đĩa đơn
| "Tanesco"                                                                           | 2011 | — |                   | Mbele Kiza            |
| "Jambazi"                                                                           | 2012 | — |                   | Mbele Kiza            |
| "Đây là bạn"                                                                        | 2012 | — |                   | Mbele Kiza            |
| "Mbele Kiza"                                                                        | 2013 | — |                   | Mbele Kiza            |
| "Áo lót" (SaRaha kết hợp với Linex)                                                 | 2013 | — |                   | Mbele Kiza            |
| "Dadido" (SaRaha hợp tác với Big Jahman)                                            | 2014 | — | Non-album singles |                       |
| "Shemeji"                                                                           | 2014 | — | Non-album singles |                       |
| "Kila Ndoto" (SaRaha hợp tác với Marlaw)                                            | 2014 | — | Non-album singles |                       |
| " Kizunguzungu "                                                                    | 2016 | 2 | Non-album singles | - GLF: 2 lần bạch kim |
| "-" biểu thị một đĩa đơn không biểu đồ hoặc không được phát hành trong lãnh thổ đó. |      |   |                   |                       |

#### Đĩa đơn hợp tác
- "My Dear" (Akil feat. SaRaha) (2011)
- "Fei" (Fid Q feat. SaRaha) (2011)
- "Don't Cry" (Makamua feat. SaRaha) (2012)
- "Usiku wa giza" (Nako 2 Nako feat. SaRaha) (2012)
- "Siongopi" (Joh Makini feat. SaRaha) (2012)
- "Mazoea" (Big Jahman feat. SaRaha & Nura) (2012)
- "Dream" (Hustler Jay feat. SaRaha) (2013)
- "Ghetto Love" (Magenge ft. SaRaha) (2013)
- "Chips Mayai" (Q Chilla feat. SaRaha) (2013)
- "Habibty" (Akil feat. SaRaha) (2014)
- "Tuongee" (Makamua feat. SaRaha) (2015)